# Sea Dogs de Portland
Les Sea Dogs de Portland (en anglais : Portland Sea Dogs) sont une équipe de baseball fondée en 1994 à Portland (Maine). Elle est la filiale de niveau AA des Red Sox de Boston.
Ils jouent dans la division nord de l'Eastern League et ont été champions de la division en 1995, 1996, 1997 et 2005.